# Альберт (графство)
Графство Альберт (англ. Albert) — графство в Канаді, у провінції Нью-Брансвік.

## Населення
За даними перепису 2016 року, графство нараховувало 29158 жителів, показавши зростання на 1,1%, порівняно з 2011-м роком. Середня густина населення становила 16,1 осіб/км².
З офіційних мов обидвома одночасно володіли 6 935 жителів, тільки англійською — 21 930, тільки французькою — 45, а 25 — жодною з них. Усього 535 осіб вважали рідною мовою не одну з офіційних, з них 5 — одну з корінних мов, а 10 — українську.
Працездатне населення становило 65,8% усього населення, рівень безробіття — 9,8% (10,9% серед чоловіків та 8,6% серед жінок). 90,1% були найманими працівниками, 7,9% — самозайнятими.
Середній дохід на особу становив $40 791 (медіана $34 035), при цьому для чоловіків — $47 943, а для жінок $34 202 (медіани — $40 347 та $28 217 відповідно).
30,8% мешканців мали закінчену шкільну освіту, не мали закінченої шкільної освіти — 16,2%, 52,9% мали післяшкільну освіту, з яких 31,5% мали диплом бакалавра, або вищий, 55 осіб мали вчений ступінь.
| Статево-вікова структура населення | Статево-вікова структура населення | Статево-вікова структура населення | Статево-вікова структура населення | Статево-вікова структура населення |
| ---------------------------------- | ---------------------------------- | ---------------------------------- | ---------------------------------- | ---------------------------------- |
|                                    |                                    |                                    |                                    |                                    |
| Всього                             | Всього                             | 48,7%51,3%                         |                                    |                                    |
| 0 — 14 років                       | 0 — 14 років                       |                                    | 15,4%                              | 15,4%                              |
| 15 — 64 років                      | 15 — 64 років                      |                                    | 64,6%                              | 64,6%                              |
| 65 і більше                        | 65 і більше                        |                                    | 20%                                | 20%                                |
| 85 і більше                        | 85 і більше                        |                                    | 2,3%                               | 2,3%                               |
| 100 і більше                       | 100 і більше                       |                                    | 0%                                 | 0%                                 |
| Середній вік (років)               | Середній вік (років)               | 42,144,2                           | 43,2                               | 43,2                               |
| Медіана (років)                    | Медіана (років)                    | 44,046,0                           | 45,0                               | 45,0                               |
| — чоловіки — жінки                 |                                    |                                    |                                    |                                    |

| Походження мешканців:     | Походження мешканців:     | Походження мешканців: | Походження мешканців: | Походження мешканців: |
| ------------------------- | ------------------------- | --------------------- | --------------------- | --------------------- |
| Походження                |                           |                       | осіб                  | %                     |
| Корінні американці        | Корінні американці        |                       | 1 225                 | 4.24%                 |
| Інше північноамериканське | Інше північноамериканське |                       | 15 035                | 52.05%                |
| Європейське               | Європейське               |                       | 20 320                | 70.35%                |
| британське                | британське                |                       | 17 225                | 59.63%                |
| французьке                | французьке                |                       | 5 295                 | 18.33%                |
| українське                | українське                |                       | 130                   | 0.45%                 |
| Карибське                 | Карибське                 |                       | 80                    | 0.28%                 |
| Латинськоамериканське     | Латинськоамериканське     |                       | 60                    | 0.21%                 |
| Африканське               | Африканське               |                       | 180                   | 0.62%                 |
| Азійське                  | Азійське                  |                       | 520                   | 1.8%                  |
| Океанійське               | Океанійське               |                       | 10                    | 0.03%                 |

| Зайнятість населення за галузями (за класифікацією NOC): | Зайнятість населення за галузями (за класифікацією NOC): | Зайнятість населення за галузями (за класифікацією NOC): | Зайнятість населення за галузями (за класифікацією NOC): | Зайнятість населення за галузями (за класифікацією NOC): |
| -------------------------------------------------------- | -------------------------------------------------------- | -------------------------------------------------------- | -------------------------------------------------------- | -------------------------------------------------------- |
|                                                          |                                                          |                                                          |                                                          |                                                          |
| Управління                                               | Управління                                               |                                                          | 11%                                                      | 11%                                                      |
| Бізнес, фінанси та адміністрування                       | Бізнес, фінанси та адміністрування                       |                                                          | 15,6%                                                    | 15,6%                                                    |
| Природничі та прикладні науки                            | Природничі та прикладні науки                            |                                                          | 5,7%                                                     | 5,7%                                                     |
| Охорона здоров'я                                         | Охорона здоров'я                                         |                                                          | 7,4%                                                     | 7,4%                                                     |
| Освіта, правозахист, муніципальні та урядові служби      | Освіта, правозахист, муніципальні та урядові служби      |                                                          | 10,7%                                                    | 10,7%                                                    |
| Мистецтво, культура, відпочинок та спорт                 | Мистецтво, культура, відпочинок та спорт                 |                                                          | 2%                                                       | 2%                                                       |
| Роздрібна торгівля та послуги                            | Роздрібна торгівля та послуги                            |                                                          | 28,4%                                                    | 28,4%                                                    |
| Гуртова торгівля, транспорт та обладнання                | Гуртова торгівля, транспорт та обладнання                |                                                          | 14,5%                                                    | 14,5%                                                    |
| Природні ресурси, сільське господарство                  | Природні ресурси, сільське господарство                  |                                                          | 2,5%                                                     | 2,5%                                                     |
| Виробництво                                              | Виробництво                                              |                                                          | 2,3%                                                     | 2,3%                                                     |

## Населені пункти
До графства входять містечко Ріверв'ю, парафії Алма, Гарві, Гіллсборо, Гоупвелл, Елгін, Ковердейл, села Алма, Гіллсборо, Ріверсайд-Альберт, а також хутори, інші малі населені пункти та розосереджені поселення.

## Клімат
Середня річна температура становить 3,8°C, середня максимальна – 21°C, а середня мінімальна – -15,5°C. Середня річна кількість опадів – 1 400 мм.
| Клімат поселення                              | Клімат поселення | Клімат поселення | Клімат поселення | Клімат поселення | Клімат поселення | Клімат поселення | Клімат поселення | Клімат поселення | Клімат поселення | Клімат поселення | Клімат поселення | Клімат поселення | Клімат поселення |
| Показник                                      | Січ.             | Лют.             | Бер.             | Квіт.            | Трав.            | Черв.            | Лип.             | Серп.            | Вер.             | Жовт.            | Лист.            | Груд.            |                  |
| Середній максимум, °C                         | −4,29            | −3,34            | 1,47             | 7,18             | 14,30            | 19,06            | 20,99            | 20,40            | 16,38            | 10,59            | 4,86             | −2,25            |                  |
| Середня температура, °C                       | −9,92            | −8,98            | −4,15            | 1,54             | 8,67             | 13,42            | 16,71            | 16,11            | 12,10            | 6,29             | 0,57             | −6,54            |                  |
| Середній мінімум, °C                          | −15,54           | −14,61           | −9,78            | −4,09            | 3,04             | 7,80             | 12,42            | 11,83            | 7,80             | 2,00             | −3,71            | −10,82           |                  |
| Норма опадів, мм                              | 131              | 109              | 130              | 117              | 121              | 112              | 98               | 90               | 109              | 113              | 137              | 133              |                  |
| Середньомісячна швидкість вітру, м/с          | 4.36             | 4.39             | 4.54             | 4.40             | 3.90             | 3.46             | 3.14             | 3.03             | 3.34             | 3.74             | 3.98             | 4.31             |                  |
| Середньомісячна сонячна радіація, кДж/м²·день | 4996             | 8307             | 12003            | 14975            | 17979            | 20088            | 19899            | 17529            | 13263            | 8483             | 4904             | 3865             |                  |
| --------------------------------------------- | ---------------- | ---------------- | ---------------- | ---------------- | ---------------- | ---------------- | ---------------- | ---------------- | ---------------- | ---------------- | ---------------- | ---------------- | ---------------- |
| Джерело:                                      |                  |                  |                  |                  |                  |                  |                  |                  |                  |                  |                  |                  |                  |